# Kecskemét

Tòa thị chính

Kecskemét (phát âm tiếng Hungary: [ˈkɛtʃkɛmeːt]) là một thành phố ở miền trung Hungary. Đây là thành phố lớn thứ 8 quốc gia này, là thủ phủ hạt Bács-Kiskun.
Kecskemét có cự ly nửa đường giữa thủ đô Budapest và thành phố lớn thứ ba Hungary Szeged, cách 86 km đối với cả hai thành phố và cách đều hai con sông lớn của quốc gia này Danube và Tisza. Thành phố là trung tâm phía bắc của Nam Đại Đồng Bằng (tiếng Hungary: Del-Alföld) gồm ba hạt Bács-Kiskun, Békés và Csongrád); trung tâm phía nam là Szeged, thủ phủ của hạt Csongrád. Thành phố có dân số 106.200 người.